# مایتلند
مایتلند یا میتلند (به انگلیسی: Maitland) یک شهرک در استرالیا است که در ایالت نیو ساوت ولز واقع شده‌است. فاصله  آن با سیدنی 166 کیلومتر است.